# Der Junge, der den Wind einfing
Der Junge, der den Wind einfing (Originaltitel The Boy Who Harnessed the Wind) ist ein Filmdrama von Chiwetel Ejiofor, das am 25. Januar 2019 im Rahmen des Sundance Film Festivals seine Premiere feierte. Der Film basiert auf der gleichnamigen Autobiografie von William Kamkwamba.

## Handlung
Im afrikanischen Malawi droht um die Jahrtausendwende eine Hungersnot, als auf eine Überschwemmung eine lange Dürreperiode folgt. Der Vater des 13-jährigen William Kamkwamba kann die Schulgebühren für seinen Sohn nicht mehr aufbringen. Einige Nachbarn verkaufen ihre letzten Waldflächen zur Abholzung an Großplantagenbetreiber, um nicht zu verhungern, andere rauben den Kamkwambas die letzte Ernte. Um auch während der Trockenzeit Landwirtschaft betreiben zu können, bedarf es der Bewässerung. Eine noch funktionsfähige Pumpe und eine alte Autobatterie findet William auf der Müllkippe. Er nutzt sein Wissen über die heimliche Liebesbeziehung seiner Schwester zu seinem Lehrer, um trotz Schulverweis weiter die Schulbibliothek nutzen zu können. In einem Buch findet er eine Beschreibung, wie man die Autobatterie mittels eines Windrades und eines Fahrraddynamos wieder aufladen kann. Aber dazu benötigt er den Dynamo des Lehrers und das Fahrrad seines Vaters. Als seine Schwester gemeinsam mit dem Lehrer das Dorf verlässt, erhält William dessen Dynamo. Sein Vater jedoch gibt das Fahrrad selbst unter Bedrohungen von Williams Freunden nicht her. Erst als seine Frau ihm ins Gewissen redet, gibt er nach. Das Windrad funktioniert und rettet das Dorf vor der Hungersnot. Später wird William studieren und mit seinem Wissen weitere Windräder errichten.

## Biografisches

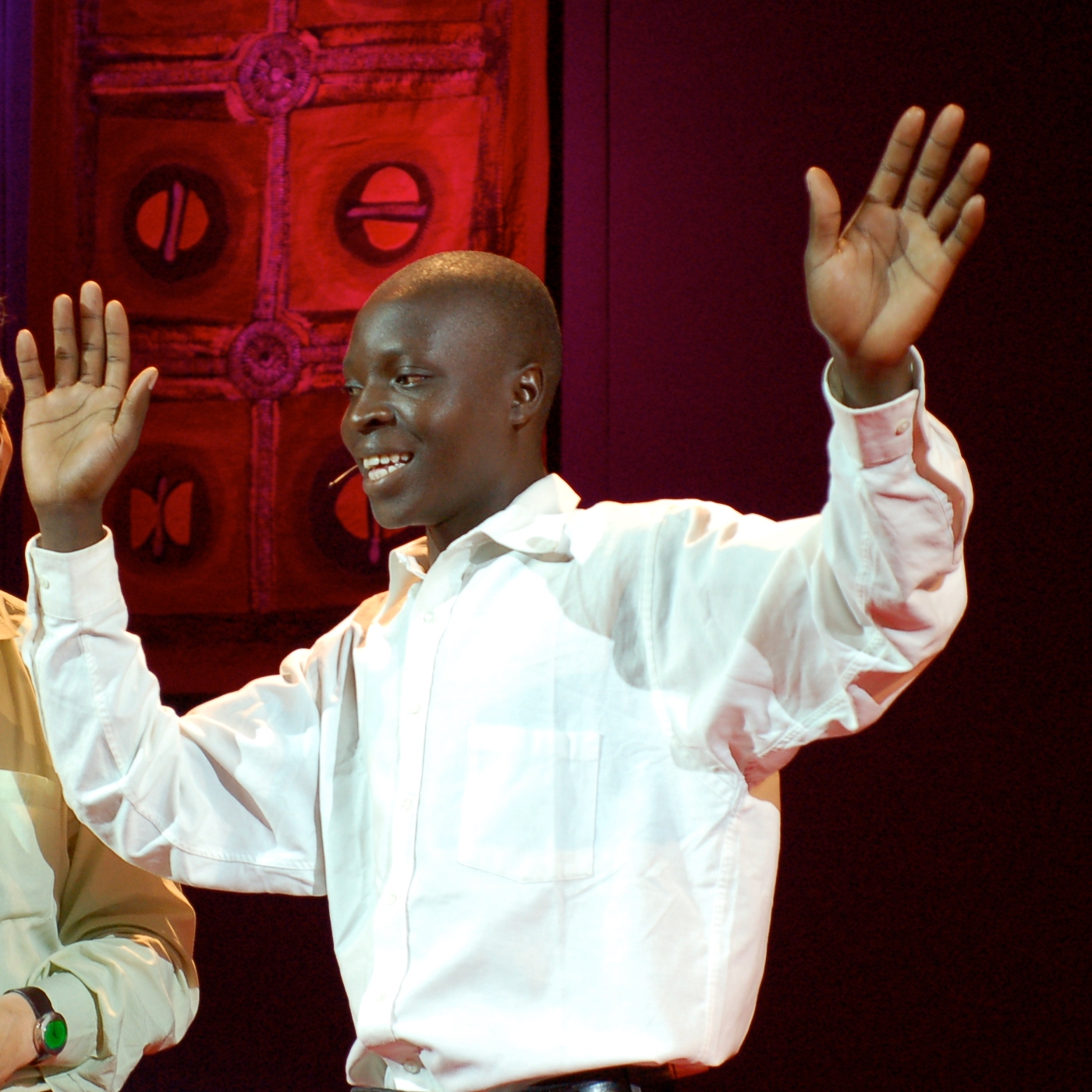
Der Film basiert auf der Autobiografie von William Kamkwamba

Der aus Malawi stammende Mechaniker William Kamkwamba wurde in seinem Heimatland berühmt, als er 2001 in Masitala eine Windmühle aus Blauem Eukalyptus, Fahrradteilen und Material vom örtlichen Schrottplatz baute, um einige elektrische Geräte im Haus seiner Familie anzutreiben. Später baute er eine solarbetriebene Wasserpumpe, die sein Dorf zum ersten Mal mit Trinkwasser versorgt. Kamkwamba hatte die Schule unterbrechen müssen, weil seine Familie das Schulgeld nicht bezahlen konnte. Er bildete sich selbst weiter, indem er die Dorfbücherei besuchte, wo er das Buch Using Energy entdeckte und darin das Bild und die Erklärung einer Windmühle sah.
Kamkwambas Geschichte wird in dem Buch The Boy Who Harnessed the Wind erzählt, das er zusammen mit dem Journalisten Bryan Mealer geschrieben hat. In einer deutschen Übersetzung wurde das Buch mit dem Titel Der Junge, der den Wind einfing: Eine afrikanische Heldengeschichte veröffentlicht. 2010 wurde Kamkwamba hierfür mit der Corine ausgezeichnet.

## Produktion
Chiwetel Ejiofor gibt mit dem Film sein Regiedebüt bei einem Spielfilm und adaptierte auch Kamkwambas Roman für den Film.
Für Maxwell Simba, der im Film William Kamkwamba spielt, handelt es sich um die erste Filmrolle überhaupt. Ejiofor spielt seinen Vater Trywell.
Die deutsche Synchronisation entstand unter der Dialogregie von Debora Weigert und nach einem Dialogbuch von Ulrike Lau und Peer Pfeiffer durch SDI Media Germany in Berlin.
Der Film feierte am 25. Januar 2019 im Rahmen des Sundance Film Festivals seine Premiere. Die Europapremiere erfolgte am 12. Februar 2019 im Rahmen der Internationalen Filmfestspiele Berlin. Am 1. März 2019 wurde er in das Programm von Netflix aufgenommen. Ein Kinostart in Japan erfolgte am 2. August 2019.

## Besetzung und Synchronisation
Die deutschsprachige Synchronisation entstand unter der Dialogregie von Debora Weigert und nach einem Dialogbuch von  Ulrike Lau / Peer Pfeiffer durch die Synchronfirma SDI Media Germany in Berlin.
| Rolle              | Schauspieler      | Deutsche Synchronsprecher |
| ------------------ | ----------------- | ------------------------- |
| Trywell Kamkwamba  | Chiwetel Ejiofor  | Charles Rettinghaus       |
| William Kamkwamba  | Maxwell Simba     | Vincent Borko             |
| Agnes Kamkwamba    | Aïssa Maïga       | Giuliana Jakobeit         |
| Chief Wembe        | Joseph Marcell    | Engelbert von Nordhausen  |
| Gilbert Wimbe      | Philbert Falakeza | Amadeus Strobl            |
| Edith Sikelo       | Noma Dumezweni    | Arianne Borbach           |
| Charity            | kelvin Ngoma      | Ricardo Richter           |
| Annie              | Lily Banda        | Lea Kalbhenn              |
| Jeremiah Kamkwamba | Robert Agengo     | Matti Klemm               |
| Mister Ofesi       | Raymond Ofula     | Oliver Stritzel           |
| Daniel Ngwata      | Khalani Makunje   | Marcus Off                |

## Rezeption

### Kritiken
Der Film überzeugte 86 Prozent aller 66 Kritiker bei Rotten Tomatoes.

### Auszeichnungen
Der Junge, der den Wind einfing wurde vom Vereinigten Königreich als Beitrag für die Oscarverleihung 2020 in der Kategorie Bester Internationaler Film eingereicht, gelangte aber nicht in die engere Auswahl.
Black Reel Awards 2020
- Nominierung als Bester internationaler Film
- Nominierung für das Beste Drehbuchdebüt (Chiwetel Ejiofor)[6]

British Independent Film Awards 2019
- Nominierung als Bester Nebendarsteller (Chiwetel Ejiofor)
- Nominierung für den Douglas Hickox Award – Debut Director (Chiwetel Ejiofor)
- Nominierung für die Besten visuellen Effekte (Andy Quinn)[7]

NAACP Image Awards 2020
- Nominierung für die Beste Regie
- Nominierung als Bester Independentfilm[8]

Sundance Film Festival 2019
- Auszeichnung mit dem Alfred P. Sloan Feature Film Prize